# Batman (serial telewizyjny 1966)

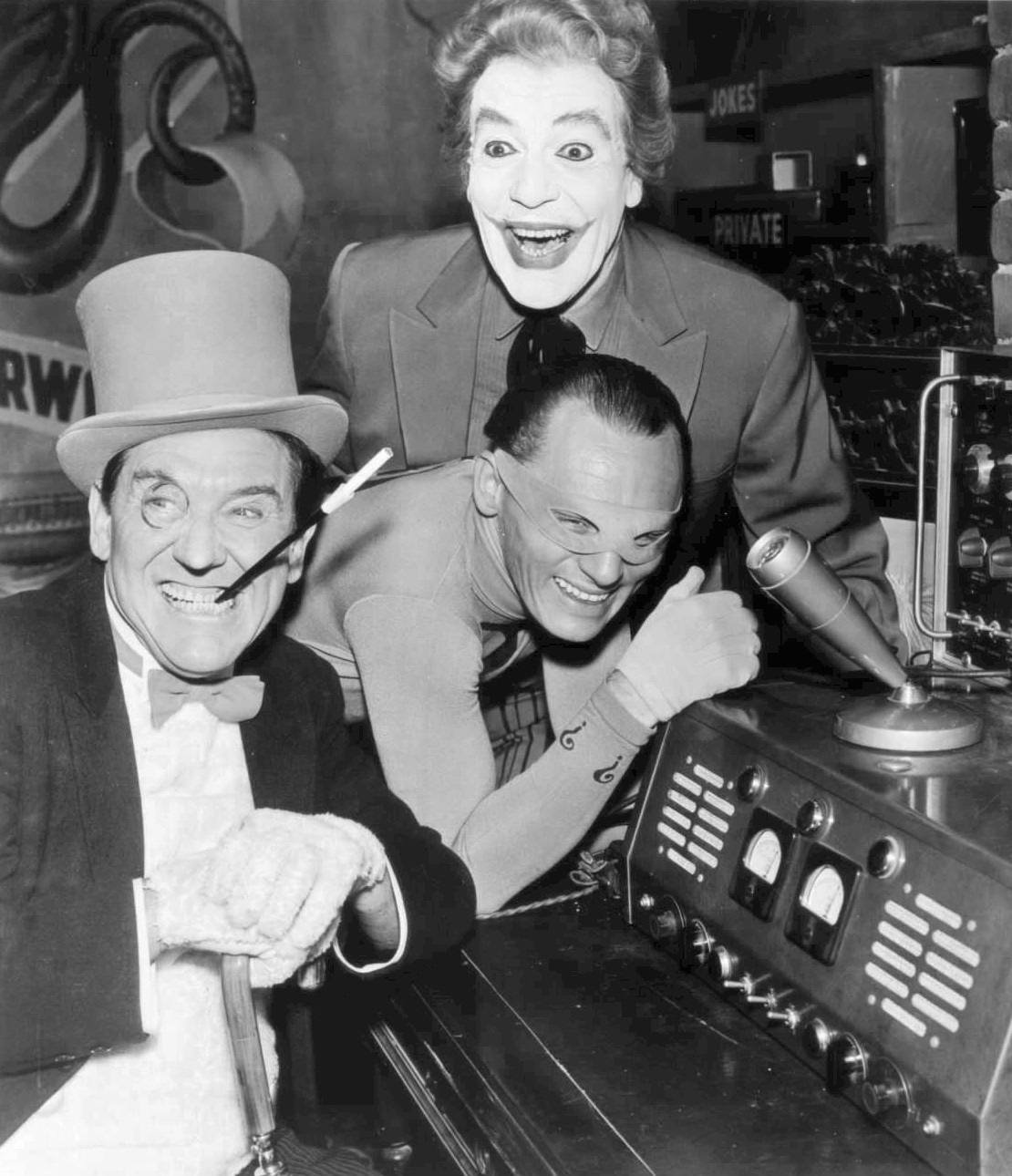
Czarne charaktery z serialu: Pingwin, Joker i Człowiek-Zagadka

Batman – amerykański barwny telewizyjny serial przygodowy emitowany w latach 1966–1968, zrealizowany na podstawie serii popularnych komiksów.

## Fabuła
Główny bohater Batman, oficjalnie jest milionerem Bruce'em Wayne'em. Jednak nocą przeistacza się w zamaskowanego mściciela, który walczy ze złem, używając do tego wiele nowoczesnych wynalazków. W jego misji pomaga mu przyjaciel Robin oraz wierny służący Alfred. Batman działa w przebraniu nietoperza, a Robin w swoim oryginalnym przebraniu jako pomocnik Batmana.

## Obsada
- Adam West – Bruce Wayne/Batman (wszystkie 120 odcinków)[1]
- Burt Ward – Robin (120 odcinków)
- Alan Napier – Alfred Pennyworth (120 odcinków)
- Neil Hamilton – komisarz James Gordon (120 odcinków)
- Stafford Repp – Miles O’Hara (120 odcinków)
- William Dozier – narrator (120 odcinków)
- Madge Blake – Harriet Cooper (96 odcinków)
- Yvonne Craig – Barbara Gordon/Batgirl (26 odcinków)
- Cesar Romero – Joker (22 odcinki)
- Tony Santoro – właściciel baru/klient banku/widz (22 odcinki)
- Burgess Meredith – Pingwin (21 odcinków)
- Cosmo Sardo – gość na przyjęciu/barman/członek klubu (14 odcinków)
- Julie Newmar – Kobieta-Kot (13 odcinków)
- Murray Pollack – gość na przyjęciu/członek klubu/widz w teatrze (13 odcinków)
- James O'Hara – policjant/sierżant/sierż. O'Leary (12 odcinków)
- Monty O'Grady – obserwator przed klubem/gość na przyjęciu/reporter (12 odcinków)
- Charlie Picerni – gość w barze/sobowtór Mr. Freeze'a/służący (11 odcinków)
- Paul Bradley – urzędnik podczas chrztu/przechodzień/mecenas sztuki (11 odcinków)
- Byron Keith – burmistrz Linseed (10 odcinków)
- Frank Gorshin – Riddler–Człowiek-Zagadka (10 odcinków)
- Victor Buono – król Tut (10 odcinków)
- Bernard Sell – uczestnik targów/gość na przyjęciu/zakapturzona postać (10 odcinków)
- David Lewis – Warden Crichton (9 odcinków)
- George Ford – oficer policji/gość na przyjęciu/mecenas galerii sztuki (8 odcinków)
- Leon Alton – uczestnik targów/gość na przyjęciu/policjant (8 odcinków)
- Norman Stevans – członek klubu/milioner/multimilioner (8 odcinków)
- Vincent Price – naukowiec (7 odcinków)
- Anne Baxter – królowa Kozaków/Zelda/Olga (7 odcinków)
- Clark Ross – obywatel/skazaniec/gość na przyjęciu (7 odcinków)
- Richard Bakalyan – C.B./Verdigris/Arbutus/Fouad Sphinx (6 odcinków)
- Al Wyatt Sr. – giermek/służący (6 odcinków)
- Chuck Hicks – strażnik/służący/strażnik króla (6 odcinków)
- Shep Houghton – gość na przyjęciu/oficer policji/właściciel restauracji (6 odcinków)
- Carl Sklover – oficer policji/kierowca ciężarówki/zakapturzona postać (6 odcinków)
- Dick Cherney – oficer policji/właściciel bistra/obserwator sceny (6 odcinków)
- George DeNormand – oficer policji/mecenas muzeum/członek komitetu (6 odcinków)
- Eartha Kitt – Kobieta-Kot (5 odcinków)
- Cliff Robertson – Shame (5 odcinków)
- Bruce Lee – Kato (3 odcinki)
- Liberace – Chandell (2 odcinki)
- Otto Preminger – Mr. Freeze (2 odcinki)
- Eli Wallach – Mr. Freeze (2 odcinki)
- Joan Collins – syrena (2 odcinki)
- Shelley Winters – Ma Parker (2 odcinki)
- Zsa Zsa Gabor – Minerva (2 odcinki)
- Ida Lupino – Dr Cassandra (2 odcinki)

Gościnnie w epizodach wystąpili m.in.: William Smith, Victor French, Rob Reiner, Sammy Davis Jr., Teri Garr, Jerry Lewis, Edward G. Robinson, Jay Sebring.